# 阿爾曼德·德瓦勒
阿爾曼德·德瓦勒（英語：Armand de Waele；1887年10月—1966年12月）是一名英國化學家，知名於流變學領域的貢獻，非牛頓流體的奧斯特瓦爾德－德瓦勒模型即是以他之名命名的。1887年，德瓦勒出生於倫敦伊斯靈頓，其父母分別為比利時人和法國人。直到他21歲時才放棄雙重國籍，選擇成為英國籍。他自西敏大學取得其理學士學位，隨後於塗料和油氈產業工作。